# 댄스홀
댄스홀(Dancehall 또는 Bashment)은 1970년대 후반에 발전된 자메이카 대중 음악의 한 종류이다. 댄스홀의 시작은 1970년대에 지배적이었던 루츠 (Roots) 스타일보다는 더 희소하였다. 1980년대 중반, 전자 악기가 널리 퍼지고 사운드가 디지털 댄스홀과 함께 많이 변화하게 되자 빠른 리듬과 함께 그 특징을 잡아가기 시작하였다. 댄스홀의 중심요소는 자메이카 표준 영어보다 파트와(Patois)라고 불리는 자메이카 크리올을 많이 사용하는 것이고 리듬(Riddims)이라고 불리는 곡의 반주에 있다.
댄스홀은 1980년대에 들어서야 자메이카의 주류에서 유행하기 시작하였으며 90년대에는 자메이카 이민자들 사이에서도 큰 인기를 끌었다. 2000년대 전 세계적인 인기를 얻은 댄스홀은 2010년대, 댄스홀을 주류 서양음악에 접목시키고자 하는 서양 아티스트, 뮤지션들에게 지대한 영향을 끼쳤다.

## 역사

### 성장
댄스홀이라는 이름은 사운드 시스템이라고 하는 자메이카 음악산업에서 녹음으로 유명했던 무도장(Dance hall)에서 유래했다. 댄스홀은 1940년대 부유층의 댄스에 참여할 수 없었던 킹스턴이라는 내륙도시 의 사람들 사이에서 시작되었다. 마이클 맨리에서 에드워드 시가까지의 사회주의 정부의 변화를 포함한 자메이카의 사회적, 정치적인 움직임은 레게음악을 전세계에서 자메이카 본토로 불러들였고 이는 본토 자메이카 음악인들의 실연음악과 조화를 이루게 된다. 사회적인 정의, 본토로의 귀환, 라스파타리 운동과 같은 기존 레게의 주제보다 댄스, 폭력, 섹스와 같은 주제가 레게 음악의 주류가 되기 시작한다.
음악적으로는, 1960년대의 옛 리듬을 재활용했다고 볼 수 있다. 슈가 미놋(Sugar Minott)은 그가 세션으로 있던 옛 스튜디오 원의 리듬에 자신의 목소리를 더하는 방법으로 새로운 트렌드를 만들고 있었고 비슷한 시기에 음악 프로듀서 돈 마이스(Don Mais)는 루츠 래딕스(The Roots Radics) 밴드로 옛 리듬들을 재작업하는 중이었다. 루츠 래딕스 밴드는 계속해서 헨리"준조"로스(Henry "Junjo" Lawes)라는 아티스트와 베링턴 레비, 프랭키 폴, 주니어 리드와 같은 유명한 레게 스타들이 만들어낸 초기 댄스홀 레코딩의 키 몇 몇을 작업하였다. 돈 카를로스(Don Carlos), 알 캄프벨(Al Campbell), 트리스턴 팔마(Triston Palma)와 같은 주류 가수들이 이 시대에 출현하였으며  그레고리 아이삭(Gregory Issac), 버니 웨일러(Bunny Wailer)과 같은 저명한 아티스트들이 있다.
킬리만자로(Kilimanjaro), 블랙 스콜피오(Black Scorpio), 제미나이 디스코(Gemini Disco), 벌고 하이파이(Virgo Hi-Fi), 에이시즈 인터네셔널(Aces International)과 같은 사운드 시스템들은 얼마 안가 디제이들의 새로운 음악 경향을 활용하기 시작했다. 옛 아티스트들은 캡틴 신배드(Captain Sinbad), 랭킹 조(Ranking Joe), 클린트 이스트우드(Clint Eastwood), 론 레인저(Lone Ranger), 조지 웨일스(Josey Wales), 찰리 채플린(Charlie Chaplin), 제너럴 에코(General Echo), 옐로우맨(Yellowman)과 같은 신인들에게 밀려났다. 이러한 변화는 헨리"준조"로스(Henry "Junjo" Lawes)가 제작한 앨범 A Whole New Generation of DJs에 큰 영향을 끼친다. 처음으로 디제이가 가수보다 녹음에 있어서 중요성을 띄게 된 것이다. 또 다른 경향으로는 사운드 클래시 앨범이 있는데, 이는 라이벌 디제이와 사운드 시스템들이 관객들의 호응을 누가 더 많이 얻느냐를 겨루는 실황 앨범이었다.
옐로우맨(Yellowman)은 초기 댄스홀 아티스트 중 가장 유명한 사람으로써 처음으로 미국 주류 레이블과 계약한 디제이이다. 그의 인기는 그 당시, 전성기 밥 말리와 맞먹을 정도였다. 1980년대 초반은 레이디 지(Lady G), 레이디 쏘우(Lady Saw), 시스터 낸시(Sister Nancy)와 같은 여성 디제이들의 전성시대였다. 다른 여성 아티스트로는 다이애나 킹(Diana King)이 있으며 90년대 2000년대에는 세실(Ce' Cile), 스파이스(Spice), 마카 다이아몬드(Macka Diamond)등이 있다.

### 현대 댄스홀
1980년대 중반, 캐리브해 최초로 MIDI를 사용한 프랑스 캐리브인 그룹 캐사브(Kassav)는 전자 음악의 새로운 시대를 열었다. 킹스 재미(Kings Jammy)가 프로듀싱한 웨인 스미스(Wayne smith)의 1985년 히트곡 '(Under mi)Sleng Teng'의 전자음은 댄스홀 레게음악계의 충격을 안겨주었다. Casio MT-40 키보드로 만들어진 이 전자리듬을 많은 제작자들이 댄스홀 최초의 전자리듬이라고 칭한다. 그러나 이것은 완전히 사실은 아닌게, 1984년 프린스 재즈보(Prince Jazzbo)가 프로듀싱한 호레이슨 퍼거슨의 'Sensi Addict'와 같은 선례가 있기 때문이다. 'Sleng Teng'의 리듬은 이후 200여 곡이 넘는 음악에 사용되었다. 디제이가 선도하고 크게 신시사이저화 된 댄스홀 레게는 기존의 자메이칸 음악 산업과 분리되었다.
덥 포이엇(Dub Poet) 마타바루카(Matabaruka)는 '1970년대의 레게가 붉은색과 녹색, 황금색이었다면, 이후 10년의 레게는 금목걸이었다'라고 말하였다. 이는 댄스홀이 기존의 문화적 뿌리에서 너무 벗어나버려서 순수주의자 사이에서 레게의 확장을 어디까지 봐야하나하는 논쟁이 아주 많았다는 것을 알 수 있는 말이다. 그러나 이러한 뿌리에서 벗어나려는 경향은 이후 세계적인 레게스타가 되는 버카니어(Buccaneer), 케이플턴(Capleton), 샤바 랭크스(Shabba Ranks)과 같은 신인들에게도 꾸준히 나타나게 된다. 새로운 프로듀서 또한 명성을 얻게 되는데 필립 '패티스' 버렐(Philip "Fatis" Burrell), 데이비드 '루드보이' 켈리(David "Rude boy" Kelly), 조지 팽(George Phang), 휴 '레드맨' 제임스(Hugh "Redman" James), 도노반 저메인(Donovan Germain), 바비 디지털(Bobby Digital), 스틸리 앤 클리비(Steely & Clevie)라 불렸던 와이클리프 '스틸리' 존슨(Wycliffe "Steely" Johnson)과 클리블랜드 '클리비' 브라운(Cleveland "Clevie" Brown)는 슬라이 앤 라비(Sly& Robbie)의 지위를 넘볼 지경 이었다. 디제이들은 격렬한 것에 더욱 관심을 보였데 그 중 비니 맨(Beenie Man), 바운티 킬러(Bounty Killer), 매드 코브라(Mad Cobra), 닌자맨(Ninjaman), 부주 밴튼(Buju Banton), 수퍼 캣(Super Cat)은 꽤 많은 인기를 얻었다. 이 강한 디제이 사운드의 구성요소인 "스윗 싱(Sweet Sing)"은 루츠 레게와 리듬 앤 블루스에서 나왔는데 팔세토와 여성적인 억양이 특징이다.

## 댄스홀 팝
2000년대 초반 댄스홀은 팝뮤직에도 영향을 끼쳐 자메이카 뿐만 아니라 미국과 전세계적으로 인기를 얻는다. 그 중 션 폴(Sean Paul)이라는 아티스트는 "Get busy"라는 싱글로 댄스홀 레게 최초 빌보드 핫 100 1위를 달성하게 된다.
전통적인 댄스홀 음악과는 달리 댄스홀 팝은 팝 음악적인 요소를 많이 사용한다. 예를 들면 코러스를 반복한다던지, 멜로디를 강조한다던지, 훅이 있다던지하는 것이다. 뿐만 아니라 성적인 요소가 적고, 신성 모독도 적다. 2000년대 자메이카에서 성공한 댄스홀 팝 아티스트로는 비니 맨(Beenie Man), 엘리펀트 맨(Elephant Man), 팝칸(Popcaan), 바이브즈 카르텔(Vybz Kartel), 코쉔즈(Koshens), 미스터 베가스(Mr.Vegas), 마바도(Mavado), 스파이스(Spice)등이 있다. 
댄스홀 팝은 2010년대에 들어서 드레이크 (음악가)의 싱글 'One Dance'와 'Controlla' (2016), 리한나와 드레이크 (음악가)의 'Work' (2016), 에드 시런의 'Shape of You'와 같은 많은 음악들이 성공하면서 새로운 전성기를 맞게 된다. 또한 Lean On (2015), Light it Up (2015), Run Up (2017)로 유명한 메이저 레이저도 댄스홀 음악에서 많은 영감을 받는다고 얘기한 적 있다.